# Nicole de Vesian
Nicole de Vesian (* 1916; † 1996) war eine französische Designerin und Gartengestalterin.
Sie arbeitete freischaffend in Paris und New York, wo sie unter anderem Schuhe, Strickwaren, Parfümpackungen und selbst personalisierte Auto-Innenreinrichtungen entwarf. In Paris betrieb sie das Studio „New Vision“ in einem restaurierten Kohlenbunker in der Nähe des Élysée-Palastes. Später arbeitete sie für Hermès, wo sie unter anderem Stoffe und Hüte entwarf.
Außer für ihr elegantes Design war sie für ihre extravaganten Abendgesellschaften mit ausgefallener Tischdekoration berühmt.

## La Louve
1985 ließ sie sich im Alter von 69 Jahren pensionieren und kaufte 1986 das halbverfallene dreistöckige Haus La Louve in Bonnieux in der Provence. Das Haus ist nach der letzten hier getöteten Wölfin benannt.
Hier legte sie 1987 einen 500 m² großen formellen Garten an, der vor allem aus Mauern und lokalen Gehölzen in Formschnitt besteht. Vorhandene Bäume, wie ein alter Erdbeerbaum, wurden in die Anlage integriert. Durch die vielen Terrassen ist der Garten in kleine, langgestreckte Abschnitte unterteilt. Lange Reihen von beschnittenem Lavendel imitieren die Lavendelfelder der Provence. Paarweise gesetzte Sträucher und Bäume markieren Eingänge und Übergänge. Große Steinkugeln sowie einige mittelalterliche Spolien bilden die Dekoration. Für die Bepflanzung verwendete sie vor allem Sträucher und Halbsträucher aus der lokalen Maccia, wie Zistrosen, Buchs, Rosmarin, Steinlorbeer und Backenklee, und bevorzugte dabei Pflanzen mit silbergrauen Blättern. Weinstöcke klettern die Felsen hinauf. Vesian hatte jedoch nur geringe Botanikkenntnisse. Geld war knapp, daher rettete Vesian auch oft verwachsene und halbvertrocknete Pflanzen aus Gärtnereien, die billig zu haben waren. So entstanden die berühmten geköpften Wacholdersäulen, die inzwischen oft nachgeahmt wurden.
Blühende Pflanzen waren selten und beschränkte sich auf das, was von selbst aufging, wie Stockrosen und Kokardenblumen. Auch Kardys dienten als Zierpflanzen.
Der Jardin de la Louve ist als Jardin remarquable registriert.
Vesian verkaufte La Louve 1995 an die Kunsthändlerin Judith Pillsbury, weil sie auf dem trockenen Plateau weiter oberhalb einen neuen Garten anlegen wollte. Sie fühlte, dass sie das Potential von La Louve erschöpft hatte. Der neue Garten sollte nur aus trockenheitsresistenten Wildpflanzen und Flechten bestehen und rollstuhlgerecht sein. Die Einheimischen waren jedoch gegen den Verkauf, da sie um ihre Trüffelernte fürchteten.
Pillsbury versuchte, den Charakter des inzwischen berühmten Gartens zu erhalten. Sie ließ zahlreiche Mauern erneuern, baute aber auch einen Swimming Pool ein, der wenig in das mittelalterliche Ambiente passt. Im November 2014 wurde La Louve versteigert und an Sylvie Verger-Lanel verkauft, die den Garten weiter erhält.

## Weitere Gärten
Vesian legte in der Provence weitere Gärten an, unter anderem für Jack Lang und Ridley Scott, arbeitete dabei aber nie mit einem Plan, sondern richtete sich spontan nach lokaler Landschaft und Vegetation.

## Rezeption
La Louve ist unter Gartenenthusiasten sehr berühmt. Die kanadische Gartenautorin Louisa Jones widmete ihm ein eigenes Buch. Besonders in Japan hatte die Anlage großen Einfluss. In den USA hatte die Anlage Einfluss auf die Entwicklung des Xeriscape-movements.